# ノディコエロセラス
ノディコエロセラス（学名：Nodicoeloceras）は、前期ジュラ紀の前期トアルシアンから中期にかけて生息していたアンモナイトの属。この属は、Falciferum帯のExaratum亜帯からBifrons帯のCommune亜帯まで存在した。この属の化石はヨーロッパ、北アフリカ、アジア、北アメリカ、南アメリカで発見された。本属はおそらくダクティリオセラス (オルソダクティリテス)かケドノセラスから進化し、メソダクティリテスを誕生させた。

## 説明
この属に属するアンモナイトは、殻が中程度に進化しており、円錐になっている。渦は、凸状の縁側と低い腹部を持つ窪んだ渦が特徴である。肋は縁側の位置で分岐し、結節や棘が主に存在した。

## シノニム
メソダクティリテスとフィブロコエロセラスは、ノディコエロセラスのシノニムとみなされる場合もあるが、有効な属とみなされる場合もある。